# Andreja Klepač
Andreja Klepač (* 13. März 1986 in Koper) ist eine slowenische Tennisspielerin.

## Karriere
Im Einzel feierte sie 2008 mit dem Einzug ins Endspiel des WTA-Sandplatzturniers in Budapest (Kategorie: Tier III) ihren sportlich größten Erfolg. Sie besiegte dort unter anderem die Top-20-Spielerin Swetlana Kusnezowa, ehe sie gegen Alizé Cornet 6:75 und 3:6 verlor. Außerdem gewann sie bislang drei Titel auf ITF-Turnieren.
Im Doppel konnte sie im Juli 2013 ihren ersten WTA-Titel feiern. An der Seite von Sandra Klemenschits besiegte sie die Paarung Kristina Barrois/Eleni Daniilidou. In der Saison 2014 folgten zwei weitere Turniersiege im Doppel, mit wechselnden Partnerinnen gewann sie insgesamt 8 WTA- und 14 ITF-Turniere.
Seit Juli 2004 spielt sie für das slowenische Fed-Cup-Team, 14 ihrer bislang 38 Partien konnte sie als Siegerin beenden.
Abgesehen vom Fed Cup tritt Andreja Klepač seit Juli 2013 meist nur noch im Doppel an.

## Turniersiege

### Einzel
| Nr. | Datum           | Turnier | Kategorie   | Belag | Finalgegnerin            | Ergebnis      |
| --- | --------------- | ------- | ----------- | ----- | ------------------------ | ------------- |
| 1.  | 1. Mai 2005     | Rabat   | ITF $10.000 | Sand  | Dominika Cibulková       | 6:1, 3:6, 6:4 |
| 2.  | 16. Juli 2006   | Toruń   | ITF $25.000 | Sand  | Joanna Sakowicz-Kostecka | 6:0, 6:2      |
| 3.  | 27. August 2006 | Maribor | ITF $10.000 | Sand  | Dia Ewtimowa             | 6:4, 2:6, 6:3 |

### Doppel
| Nr. | Datum              | Turnier             | Kategorie         | Belag             | Partnerin                   | Finalgegnerinnen                          | Ergebnis          |
| --- | ------------------ | ------------------- | ----------------- | ----------------- | --------------------------- | ----------------------------------------- | ----------------- |
| 1.  | 30. April 2005     | Rabat               | ITF $10.000       | Sand              | Anett Kaasik                | Meryem El Haddad Habiba Ifrakh            | 6:0, 6:2          |
| 2.  | 10. September 2005 | Madrid              | ITF $25.000       | Hartplatz         | Nika Ožegović               | Kelly Liggan Seda Noorlander              | 6:3, 6:3          |
| 3.  | 1. April 2006      | Abu Dhabi           | ITF $10.000       | Hartplatz         | Petra Cetkovská             | Katerina Herth Kristina Movsesyan         | 6:1, 6:3          |
| 4.  | 15. Juli 2006      | Toruń               | ITF $25.000       | Sand              | Kazjaryna Dsehalewitsch     | Edina Gallovits-Hall Lenka Tvarošková     | 7:65, 6:4         |
| 5.  | 2. September 2006  | Alphen aan den Rijn | ITF $25.000       | Sand              | Danica Krstajić             | Leslie Butkiewicz Caroline Maes           | 6:2, 7:61         |
| 6.  | 7. April 2007      | Putignano           | ITF $25.000       | Hartplatz         | Monica Niculescu            | Jessica Kirkland Carmen Klaschka          | 6:2, 7:5          |
| 7.  | 4. August 2007     | Rimini              | ITF $75.000       | Sand              | Maret Ani                   | Karolina Jovanović Mervana Jugić-Salkić   | 6:4, 6:0          |
| 8.  | 5. Dezember 2009   | Přerov              | ITF $25.000       | Hartplatz (Halle) | Sandra Klemenschits         | Darija Jurak Katalin Marosi               | 7:63, 3:6, [10:7] |
| 9.  | 5. Juni 2010       | Maribor             | ITF $50.000       | Sand              | Tadeja Majerič              | Alexandra Panowa Xenija Perwak            | 6:3, 7:66         |
| 10. | 19. Juni 2010      | Padua               | ITF $25.000       | Sand              | Sandra Klemenschits         | Claudia Giovine Valentina Sulpizio        | 4:6, 6:4, [10:5]  |
| 11. | 26. Juni 2010      | Getxo               | ITF $25.000       | Sand              | Sandra Klemenschits         | Lu Jing-jing Laura Siegemund              | 6:0, 6:0          |
| 12. | 13. August 2011    | Kasan               | ITF $50.000+H     | Hartplatz         | Jekaterina Iwanowa          | Witalija Djatschenko Alexandra Panowa     | kampflos          |
| 13. | 8. Juni 2013       | Marseille           | ITF $100.000      | Sand              | Sandra Klemenschits         | Asia Muhammad Allie Will                  | 1:6, 6:4, [10:5]  |
| 14. | 21. Juli 2013      | Bad Gastein         | WTA International | Sand              | Sandra Klemenschits         | Kristina Barrois Eleni Daniilidou         | 6:1, 6:4          |
| 15. | 20. Juli 2014      | Båstad              | WTA International | Sand              | María Teresa Torró Flor     | Jocelyn Rae Anna Smith                    | 6:1, 6:1          |
| 16. | 23. August 2014    | New Haven           | WTA Premier       | Hartplatz         | Silvia Soler Espinosa       | Marina Eraković Arantxa Parra Santonja    | 7:5, 4:6, [10:4]  |
| 17. | 27. September 2015 | Seoul               | WTA International | Hartplatz         | Lara Arruabarrena Vecino    | Kiki Bertens Johanna Larsson              | 2:6, 6:3, [10:6]  |
| 18. | 23. September 2017 | Tokio               | WTA Premier       | Hartplatz         | María José Martínez Sánchez | Daria Gavrilova Darja Kassatkina          | 6:3, 6:2          |
| 19. | 24. Juni 2018      | Mallorca            | WTA International | Rasen             | María José Martínez Sánchez | Lucie Šafářová Barbora Štefková           | 6:1, 3:6, [10:3]  |
| 20. | 17. August 2019    | Cincinnati          | WTA Premier 5     | Hartplatz         | Lucie Hradecká              | Anna-Lena Grönefeld Demi Schuurs          | 6:4, 6:1          |
| 21. | 26. Oktober 2019   | Zhuhai              | WTA Elite Trophy  | Hartplatz         | Ljudmyla Kitschenok         | Duan Yingying Yang Zhaoxuan               | 6:3, 6:3          |
| 22. | 13. Dezember 2019  | Dubai               | ITF $100.000+H    | Hartplatz         | Lucie Hradecká              | Georgina García Pérez Sara Sorribes Tormo | 7:5, 3:6, [10:8]  |
| 23. | 26. Juni 2021      | Bad Homburg         | WTA 250           | Rasen             | Darija Jurak                | Nadija Kitschenok Raluca Olaru            | 6:3, 6:1          |
| 24. | 8. August 2021     | San José            | WTA 500           | Hartplatz         | Darija Jurak                | Gabriela Dabrowski Luisa Stefani          | 6:1, 7:5          |
| 25. | 10. April 2022     | Charleston          | WTA 500           | Sand              | Magda Linette               | Lucie Hradecká Sania Mirza                | 6:2, 4:6, [10:7]  |

## Abschneiden bei Grand-Slam-Turnieren

### Doppel
| Turnier         | 2009 | 2010 | 2011 | 2012 | 2013 | 2014 | 2015 | 2016 | 2017 | 2018 | 2019 | 2020 | 2021 | 2022 | Karriere |
| --------------- | ---- | ---- | ---- | ---- | ---- | ---- | ---- | ---- | ---- | ---- | ---- | ---- | ---- | ---- | -------- |
| Australian Open | —    | —    | —    | AF   | 1    | 1    | VF   | 1    | AF   | 1    | VF   | 1    | 2    | 1    | VF       |
| French Open     | 2    | —    | —    | 1    | —    | 2    | 1    | AF   | AF   | VF   | AF   | 1    | VF   | 1    | VF       |
| Wimbledon       | —    | —    | 1    | 2    | —    | 1    | 1    | 1    | AF   | AF   | 1    |      | 1    | VF   | VF       |
| US Open         | —    | —    | AF   | 1    | 2    | 1    | VF   | VF   | VF   | 1    | 1    | AF   | AF   | AF   | VF       |

### Mixed
| Turnier         | 2012 | 2013 | 2014 | 2015 | 2016 | 2017 | 2018 | 2019 | 2020 | 2021 | 2022 | Karriere |
| --------------- | ---- | ---- | ---- | ---- | ---- | ---- | ---- | ---- | ---- | ---- | ---- | -------- |
| Australian Open | —    | —    | —    | AF   | HF   | 1    | 1    | AF   | AF   | VF   | 1    | HF       |
| French Open     | —    | —    | —    | AF   | AF   | VF   | AF   | AF   |      | —    | AF   | VF       |
| Wimbledon       | 2    | —    | 2    | 1    | VF   | AF   | 2    | AF   |      | VF   | AF   | VF       |
| US Open         | —    | —    | —    | 1    | 1    | 1    | —    | 1    |      | AF   | 1    | AF       |